# Jalal Dabagh
Jalal Dabagh (Silêmanî, 12 maggio 1939) è un politico, scrittore e giornalista iracheno, di origine curda.

## Biografia
Jalal Dabagh ha costantemente partecipato al movimento di guerriglia curda (peshmerga), contemporaneamente alla sua attività di scrittore e traduttore. Ha inoltre tradotto in lingua curda il Manifesto del Partito Comunista. Eletto leader del neonato Partito della Sinistra nel sud del Kurdistan.